# Bruno Shllaku
Bruno Shllaku (ur. 3 lutego 1956 w Szkodrze) – albański aktor i reżyser, syn reżysera Leca Shllaku. 

## Życiorys
W wieku 11 lat zadebiutował w dramacie Udha e Zavalinajve, na scenie Teatru Skampa, działającego w Elbasanie, gdzie jego ojciec Lec Shllaku pracował jako reżyser. Po ukończeniu służby wojskowej rozpoczął pracę w przedsiębiorstwie budowlanym NSHRAK, ale w 1982 powrócił na deski teatru, występując w jednej z grup amatorskich. Wkrótce potem znalazł zatrudnienie w teatrze Migjeniego, działającym w Szkodrze. Na tej scenie zadebiutował w dramacie Gjaku i Arbërit Fadila Kraji (reż. Serafin Fanko).
W 1992 wyjechał z kraju wraz z rodziną do Grecji, gdzie założył teatr dziecięcy, wystawiający przedstawienia dla publiczności greckiej. Powrócił do Albanii w 2002 i podjął ponownie pracę w Teatrze Migjeni, jako aktor i reżyser. W roli reżysera zadebiutował w sztuce Mirandolina Bohuslava Martinůa.
W swoim dorobku artystycznym ma także dziesięć ról filmowych. Na dużym ekranie zadebiutował w 1981 epizodyczną rolą w filmie fabularnym Një natë pa dritë. Jego rola ojca Miry w krótkometrażowym filmie Bujara Alimaniego - Busulla doczekała się wyróżnień na kilku festiwalach.
W życiu prywatnym jego żoną jest aktorka Paskualina Shllaku (z d. Gruda).

## Role filmowe
- 1981: Një natë pa dritë jako Pal
- 1982: Flaka e maleve jako Ndueja
- 1983: Fundi i një gjakmarrjeje jako Mazi
- 1984: Dasma e shtyrë jako Uka
- 1986: Guri i besës jako specjalista
- 1990: Balada e Kurbinit jako wojownik
- 2008: Busulla jako ojciec Miry
- 2009: Gjallë! jako Rrok
- 2009: Albańczyk jako Sali
- 2015: Zaprzysiężona dziewica jako Gjergji
- 2015: De l'autre côté de la mer jako szef
- 2020: I love Tropoja
- 2024: Mundije jako Drin Luma